# 埃爾德里奇 (密蘇里州)
埃爾德里奇（英語：Eldridge）是位於美國密蘇里州拉克利德縣的非建制地區。

## 歷史
埃爾德里奇的郵局自1886年營運至今。

## 地理
埃爾德里奇所處的海拔為高於海平面363米（即1191英呎），而該地所採用的時區為UTC-6，即北美中部時區（CST）。同時該地設有夏令時間，為UTC-6調快一小時，即UTC-5（CDT）。